# Stochov
Stochov (německy Stochau) je město v okrese Kladno ve Středočeském kraji. Nachází se mezi Kladnem a Novým Strašecím, jižně od dálnice D6. Ve městě, ke kterému patří vesnice Honice a Čelechovice, žije přibližně 5 400 obyvatel.

## Název
Název města je odvozen z osobního jména Stoch ve významu Stochův dvůr. V historických pramenech se název objevuje ve tvarech: in Stochowie (1324), de Stochowa (1330), Stochow (1352–1367), Sthochow (1399 až okolo roku 1405), Stochow (1545) nebo „mezi Stochowem“ (1582).

## Historie

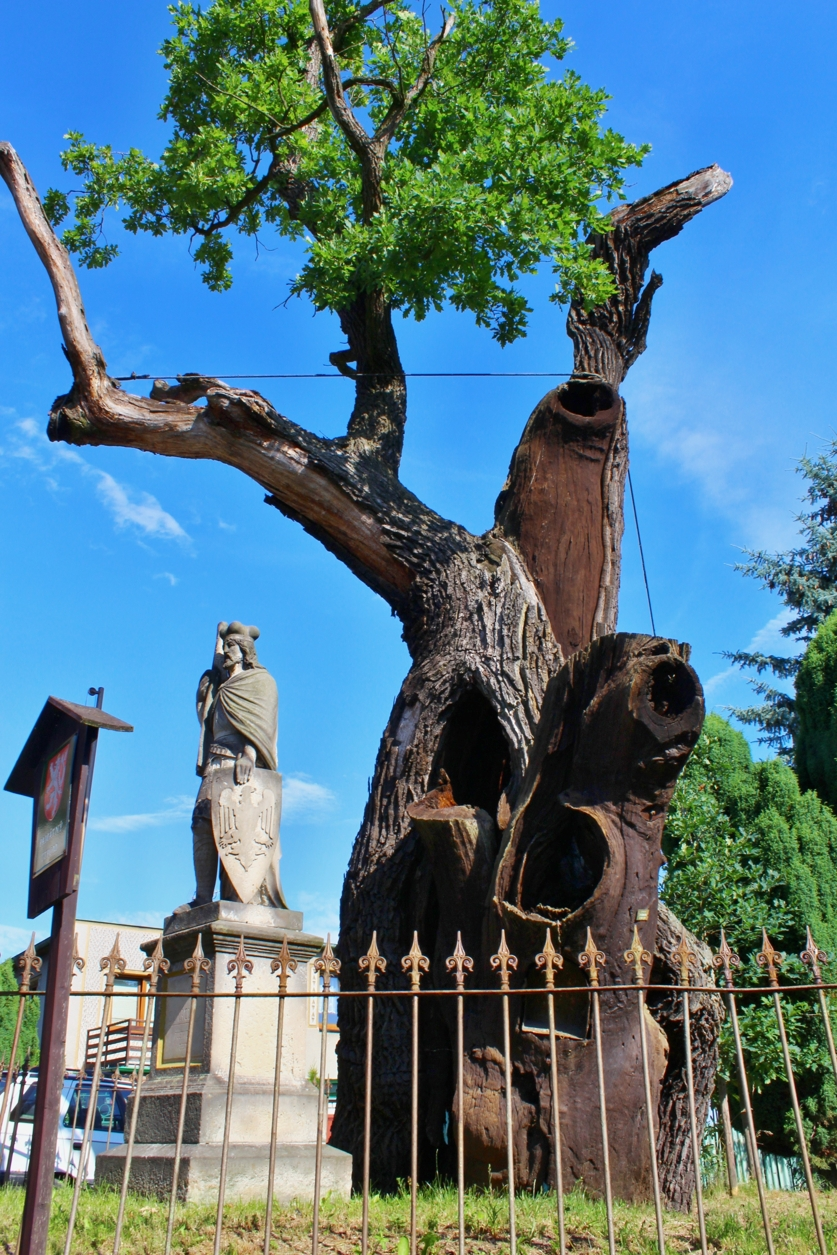
Svatováclavský dub

V Kronice české Václava Hájka z Libočan je Stochov uveden jako hradiště k roku 870, ale věrohodně doložená první písemná zmínka o městě pochází z roku 1324.
Roku 1591 koupil stochovské panství Jaroslav Bořita z Martinic a rodu Martiniců patřilo až do roku zrušení patrimoniální správy v roce 1848. V padesátých a šedesátých letech 20. století ve městě vyrostlo sídliště pro dělníky z Dolu Nosek v nedalekých Tuchlovicích. V roce 1967 byl obci udělen status města.

### Územněsprávní začlenění
Dějiny územněsprávního začleňování zahrnují období od roku 1850 do současnosti. V chronologickém přehledu je uvedena územně administrativní příslušnost města v roce, kdy ke změně došlo:
- 1850 země česká, kraj Praha, politický okres Rakovník, soudní okres Nové Strašecí[5]
- 1855 země česká, kraj Praha, soudní okres Nové Strašecí[5]
- 1868 země česká, politický okres Slaný, soudní okres Nové Strašecí[5]
- 1937 země česká, politický okres Slaný expozitura Nové Strašecí, soudní okres Nové Strašecí[6]
- 1939 země česká, Oberlandrat Kladno, politický okres Slaný expozitura Nové Strašecí, soudní okres Nové Strašecí[7]
- 1942 země česká, Oberlandrat Praha, politický okres Slaný expozitura Nové Strašecí, soudní okres Nové Strašecí[8]
- 1945 země česká, správní okres Slaný expozitura Nové Strašecí, soudní okres Nové Strašecí[9]
- 1949 Pražský kraj, okres Nové Strašecí[10]
- 1960 Středočeský kraj, okres Kladno[11]

### Rok 1932
V obci Stochov (448 obyvatel, katol. kostel) byly v roce 1932 evidovány tyto živnosti a obchody: obchod s automobily, výroba cementového zboží, obchod s cukrovinkami, 2 obchody s dobytkem, družstvo majitelů elektrovodné sekundární sítě ve Stochově, 2 hostince, hotel Slovanka, výroba hřídelů do mlátiček, konsum Včela, 3 obchody s mlékem, 2 obuvníci, pila, 3 rolníci, 2 řezníci, 4 obchody se smíšeným zbožím, spořitelní a záložní spolek pro Stochov, stavební hmoty, 2 švadleny, 2 trafiky, truhlář, zahradnictví, zednický mistr.

## Obyvatelstvo
| Rok            | 1869 | 1880 | 1890 | 1900 | 1910 | 1921 | 1930 | 1950 | 1961  | 1970  | 1980  | 1991  | 2001  | 2011  | 2021  |
| -------------- | ---- | ---- | ---- | ---- | ---- | ---- | ---- | ---- | ----- | ----- | ----- | ----- | ----- | ----- | ----- |
| Počet obyvatel | 300  | 295  | 283  | 335  | 432  | 448  | 473  | 492  | 3 696 | 5 969 | 5 491 | 4 862 | 4 826 | 4 826 | 4 423 |
| Počet domů     | 42   | 44   | 45   | 50   | 56   | 62   | 87   | 121  | 399   | 433   | 459   | 480   | 502   | 506   | 506   |

## Místní části
- Čelechovice
- Honice
- Stochov

## Doprava
Do města vedou silnice III. třídy. Území města protíná dálnice D6 Praha – Karlovy Vary, nejblíže je ve vzdálenosti dvou kilometrů exit 25 (Kačice). Město leží na  železniční trati Praha–Rakovník. Jedná se o jednokolejnou celostátní trať, doprava byla na trati zahájena roku 1863. Na území města leží mezilehlá železniční stanice Stochov, do roku 1960 Lány. Ve stanici byl roku 1930 zřízen prezidentský salonek pro Tomáše Garrigua Masaryka, který se zachoval a je možné jej navštívit.
Ve městě v roce 2019 zastavovaly autobusové linky jedoucí do těchto cílů: Kladno, Nové Strašecí, Praha, Rakovník, Slaný.

## Pamětihodnosti

Kostel svatého Václava

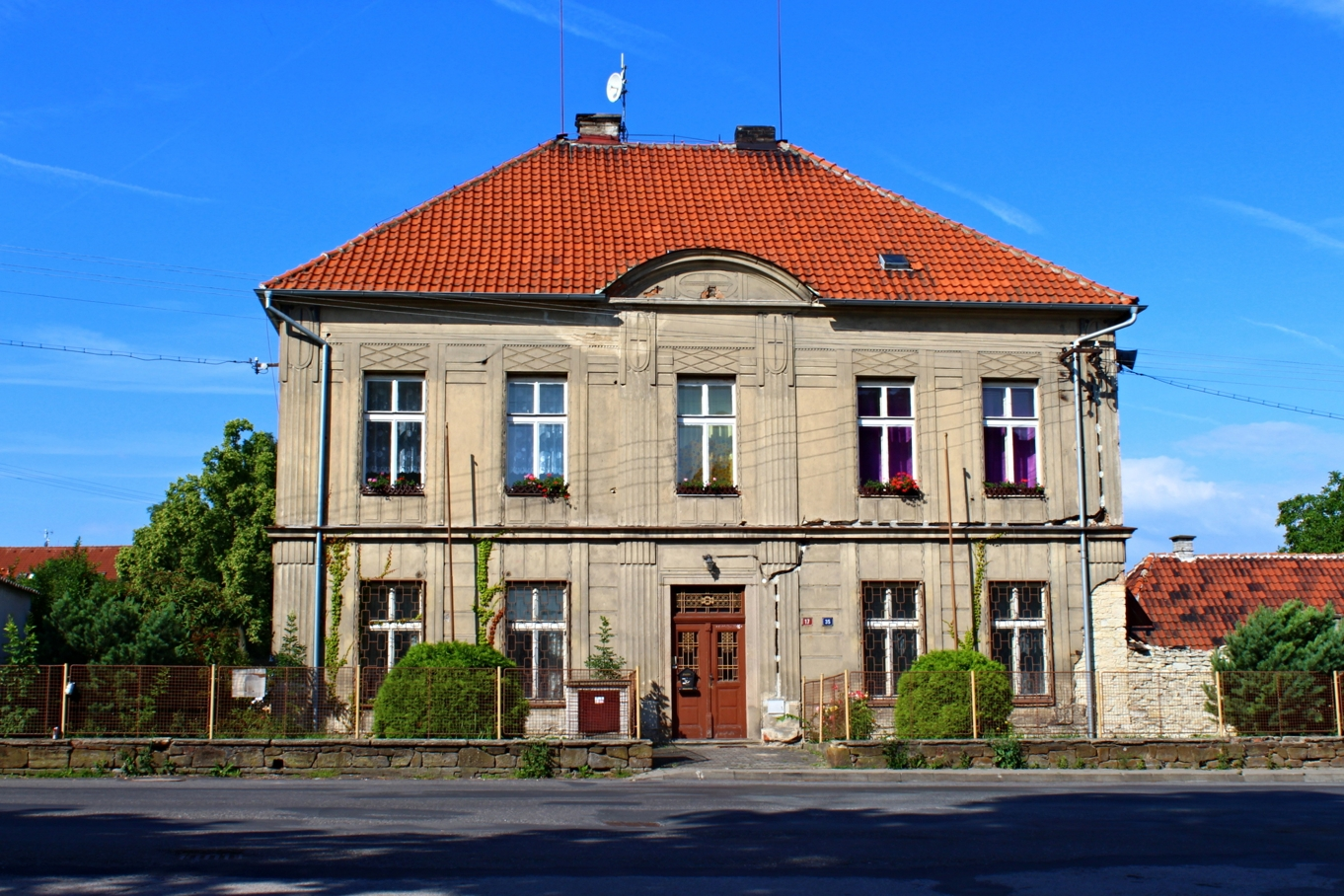
Fara (čp. 17)

- Kostel svatého Václava
- Ve městě roste Svatováclavský dub, podle legendy zasazený kněžnou Ludmilou na počest jejího vnuka knížete Václava, jenž se zde měl narodit. U stromu stojí socha svatého Václava.

## Partnerská města
- Saarwellingen, Německo
- Bourbon-Lancy, Francie